# Шуміха (Тогульський район)
Шумі́ха (рос. Шумиха) — село у складі Тогульського району Алтайського краю, Росія. Входить до складу Тогульської сільської ради.

## Населення
Населення — 69 осіб (2010; 167 у 2002).
Національний склад (станом на 2002 рік):
- росіяни — 91 %